# Bartosz Salamon
Bartosz Salamon [bartoš salamon] (* 1. května 1991, Poznaň, Polsko) je polský fotbalový obránce a reprezentant, v současnosti hráč italského klubu S.P.A.L.

## Přestupy
- z Brescia Calcio do AC Milán za 3 500 000 Euro
- z AC Milán do UC Sampdoria za 3 400 000 Euro
- z UC Sampdoria do Cagliari Calcio za 1 200 000 Euro
- z Cagliari Calcio do S.P.A.L. za 2 000 000 Euro

## Statistiky
| Sezóna  | Klub                 | Liga                     | Liga   | Liga | Ligové poháry | Ligové poháry | Ligové poháry | Kontinentální poháry | Kontinentální poháry | Kontinentální poháry | Celkem | Celkem |
| Sezóna  | Klub                 | Soutěž                   | Zápasy | Góly | Soutěž        | Zápasy        | Góly          | Soutěž               | Zápasy               | Góly                 | Zápasy | Góly   |
| ------- | -------------------- | ------------------------ | ------ | ---- | ------------- | ------------- | ------------- | -------------------- | -------------------- | -------------------- | ------ | ------ |
| 2007/08 | Brescia Calcio       | Serie B                  | 1      | 0    | IP            | 0             | 0             | -                    | 0                    | 0                    | 1      | 0      |
| 2008/09 | Brescia Calcio       | Serie B                  | 11     | 0    | IP            | 0             | 0             | -                    | 0                    | 0                    | 11     | 0      |
| 2009/10 | Brescia Calcio       | Serie B                  | 4      | 0    | IP            | 2             | 1             | -                    | 0                    | 0                    | 6      | 1      |
| 2010/11 | US Foggia            | Lega Pro Prima Divisione | 27     | 2    | -             | 0             | 0             | -                    | 0                    | 0                    | 27     | 2      |
| 2011/12 | Brescia Calcio       | Serie B                  | 25     | 1    | IP            | 0             | 0             | -                    | 0                    | 0                    | 25     | 1      |
| 2012/13 | Brescia Calcio       | Serie B                  | 21     | 3    | IP            | 1             | 0             | -                    | 0                    | 0                    | 22     | 3      |
| 2013    | AC Milán             | Serie A                  | 0      | 0    | IP            | 0             | 0             | LM                   | 0                    | 0                    | 0      | 0      |
| 2013/14 | UC Sampdoria         | Serie A                  | 2      | 0    | IP            | 1             | 0             | -                    | 0                    | 0                    | 3      | 0      |
| 2014    | UC Sampdoria         | Serie A                  | 0      | 0    | IP            | 1             | 0             | -                    | 0                    | 0                    | 1      | 0      |
| 2014/15 | Delfino Pescara 1936 | Serie B                  | 36     | 1    | IP            | 1             | 0             | -                    | 0                    | 0                    | 37     | 1      |
| 2015/16 | Cagliari Calcio      | Serie B                  | 33     | 2    | IP            | 1             | 0             | -                    | 0                    | 0                    | 34     | 2      |
| 2016/17 | Cagliari Calcio      | Serie A                  | 15     | 0    | IP            | 2             | 0             | -                    | 0                    | 0                    | 17     | 0      |
| 2017/18 | S.P.A.L.             | Serie A                  | 22     | 0    | IP            | 0             | 0             | -                    | 0                    | 0                    | 22     | 0      |
| 2018/19 | Frosinone Calcio     | Serie A                  | 20     | 0    | IP            | 1             | 0             | -                    | 0                    | 0                    | 21     | 0      |
| 2019/20 | S.P.A.L.             | Serie A                  | ?      | ?    | IP            | ?             | ?             | -                    | 0                    | 0                    | ?      | ?      |
| Celkově | Celkově              | Celkově                  | 217    | 9    | -             | 15            | 1             | -                    | 0                    | 0                    | 242    | 10     |

## Úspěchy

### Klubové
- 1× vítěz druhé italské ligy (2015/16)

### Reprezentační
- 1× na ME (2016)

## Reprezentační kariéra
Salamon reprezentoval Polsko od mládežnické kategorie U16.
26. března 2013 debutoval pod reprezentačním trenérem Waldemarem Fornalikem v A-mužstvu Polska v kvalifikačním zápase proti týmu San Marina. Poláci vyhráli 5:0, Salamon nastoupil v základní sestavě.
Trenér Adam Nawałka jej zařadil do závěrečné 23členné nominace na evropský šampionát.